# 134402 Ieshimatoshiaki
A 134402 Ieshimatoshiaki (ideiglenes jelöléssel 1997 RG) a Naprendszer kisbolygóövében található aszteroida. Hiroshi Abe fedezte fel 1997. szeptember 1-jén.
A bolygót Toshiaki Ieshima-ról (1955–), a Matsue Csillagászati Klub egyik tagjáról nevezték el.